# Ткаченко Григорій Тихонович
Григорій Тихонович Ткаченко (10 листопада 1923, с. Красна Яруга, нині смт у Бєлгородській області — 18 січня 1944, с. Попівка, Липовецький район, Вінницька область) — учасник німецько-радянської війни, Герой Радянського Союзу.

## Біографія
Народився в родині селянина на околиці села Красна Яруга. Росіянин. Закінчив 7 класів. Працював у колгоспі конюхом.
У вересні 1941 року, коли гітлерівські війська підходили до території Курської області, Григорія призвали до Червоної Армії. Брав участь у боях на Воронезькому та Першому Українському фронтах. Служив в навчальному батальйоні 8-го армійського запасного стрілецького полку 38-ї армії, в якому готували молодший командний склад.
8 січня 1944 року в районі села Попівка на Вінниччині радянські бійці зробили спробу пробратись вперед. Раптом з флангу запрацював кулемет з невиявленого ворожого доту. Тоді єфрейтор Григорій Ткаченко під шквальним вогнем підповз до вогневої точки противника та метнув гранату. Використавши всі боєприпаси, Ткаченко рвонув вперед та закрив амбразуру своїм тілом, повторивши подвиг Олександра Матросова.
25 серпня 1944 року Указом Президії Верховної Ради СРСР курсанту 1-ї роти навчального батальйону 8-го запасного стрілецького полку 38-ї армії єфрейтору Ткаченку Григорію Тихоновичу посмертно присвоєно звання Герой Радянського Союзу.
Похований в селі Попівка Липовецького району Вінницької області.

## Пам'ять
В рідному селі Красна Яруга встановлений бюст Героя та названо вулицю. В селі Попівка встановлено меморіальну дошку, а на околиці села знаходиться іменне поле Г. Т. Ткаченка. Також в селі названо вулицю його іменем.

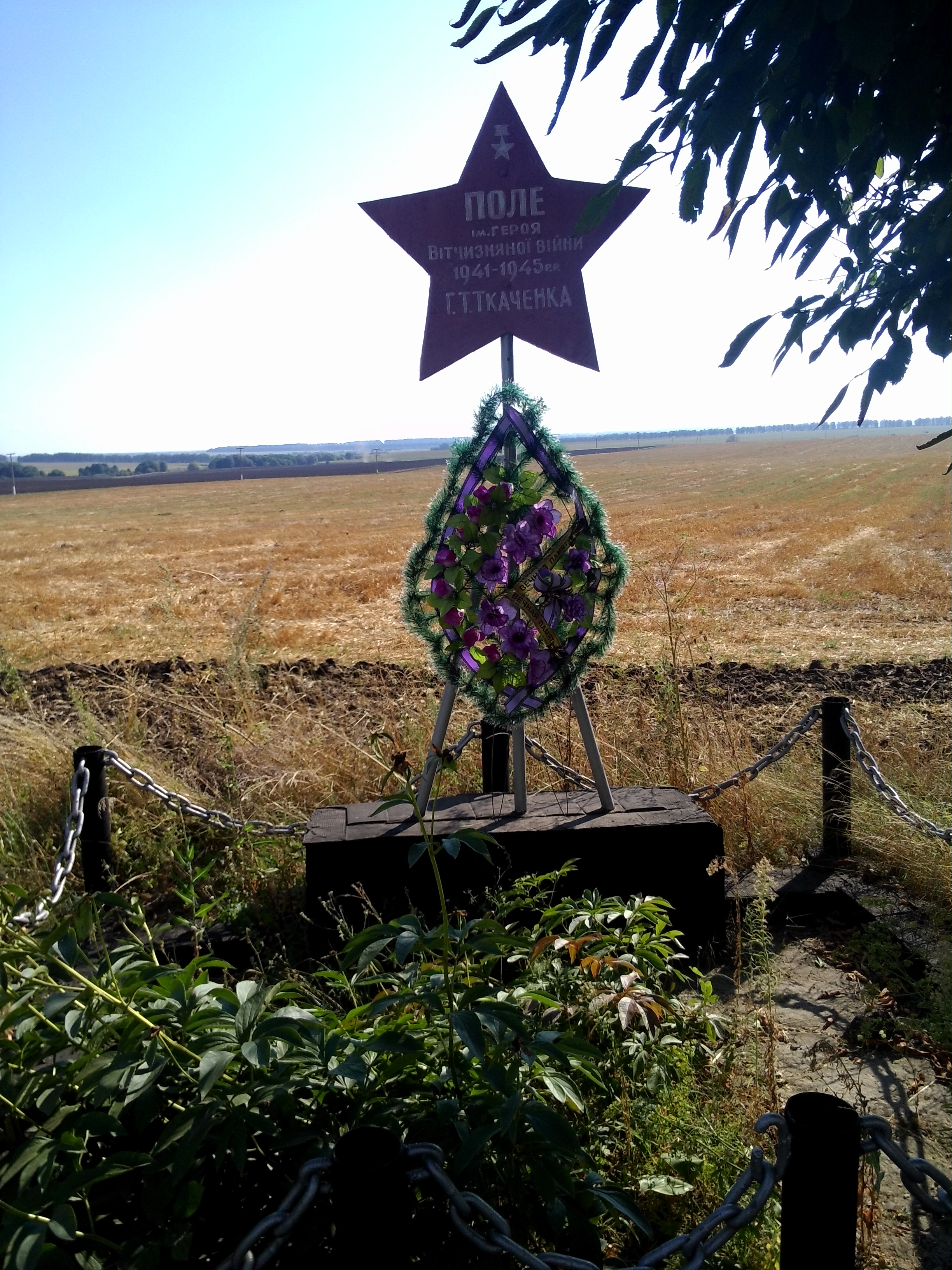
Іменне поле Г.Т. Ткаченка поблизу с. Попівка
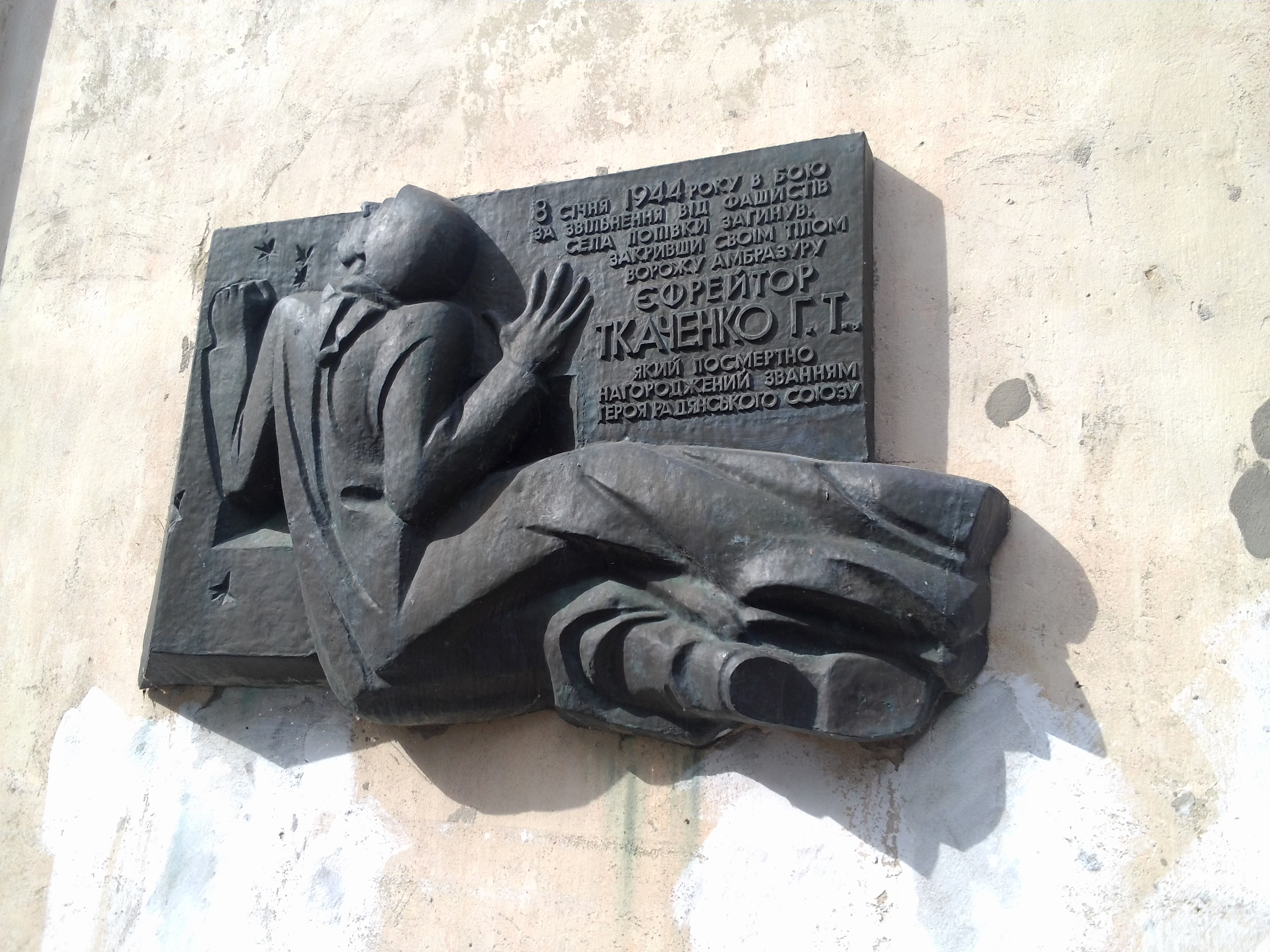
Меморіальна дошка на Будинку культури у с. Попівка